# Treherne
Treherne – miejscowość w Kanadzie leżąca na południu prowincji Manitoba przy autostradzie łączącej Winnipeg i Brandon.